# Guido Oldani
Guido Oldani (Melegnano, 2 maggio 1947) è un poeta e scrittore italiano noto per aver ideato nel 2010 la poetica del Realismo Terminale, divenuto movimento nel 2014.

## Biografia
Il padre, tecnico di industria chimica, amava la musica e suonava il violino; lo zio, Enrico Oldani, è stato pittore e docente alla Scuola degli Artefici dell’Accademia di Brera. Nel 1961 si è iscritto all’ITIS di Lodi dove nel 1966 ha conseguito la maturità tecnica. In questa fase ha intrapreso da autodidatta studi filosofici, letto le opere di Francesco De Sanctis e coltivato interessi teologici. Maestri della sua adolescenza sono stati il critico letterario di formazione laica Giovanni Cesari, studioso di Alessandro Manzoni, e il violoncellista-pittore Gianni Zuccaro, autore di alcune vetrate della cattedrale di San Paolo del Brasile e di altre opere in America Latina. Negli stessi anni ha iniziato ad occuparsi anche di psicodiagnostica, specializzandosi nell’utilizzo del Test di Rorschach e ha iniziato a frequentare i poeti Luciano Erba, Antonio Porta, Alda Merini e Giovanni Raboni. Quest’ultimo è autore della prefazione della sua prima opera poetica, Stilnostro (1985) in cui la realtà viene rappresentata fuori dal tempo mediante l’utilizzo di verbi utilizzati come gerundi e participi passati.
La prima partecipazione ad un festival letterario è avvenuta nel 1987: invitato da Antonio Porta e Giovanni Raboni, il poeta ha partecipato al Festival Internazionale Milanopoesia, dove ha illustrato la sua raccolta Stilnostro, mentre l’anno successivo vi ha presentato la delegazione costituita da 3 poeti russi. 10 anni dopo, nel 1997, ha partecipato al Seminario Internazionale degli Artisti, presso la Fondazione Vardo di Stoccolma, mentre nel 1999 è stato invitato presso la Columbia University a New York in qualità di membro della delegazione dei poeti italiani. Sempre a New York ha stretto amicizia con il poeta americano Allen Mandelbaum, italianista e traduttore della Divina Commedia in lingua inglese.
La svolta nella poesia di Oldani è avvenuta nel 2000 durante il Convegno Varcar Frontiere organizzato dall’Università di Losanna (Svizzera): con l’intervento Verso un realismo babelico, l'autore ha esposto per la prima volta la sua idea di inadeguatezza della rappresentazione del reale nella poesia del Novecento che considerava conclusa. Il Realismo terminale ha iniziato a configurarsi per la prima volta nella sua seconda raccolta, Sapone, pubblicata nel 2001 in una rivista internazionale di poesia, Kamen, anziché in una collana poetica. La sua fama crescente lo ha portato nel 2007 ad assumere la direzione della collana di poesia Argani, edita da Mursia, dove nel 2008 è uscita la sua terza raccolta Il cielo di lardo in cui il Realismo terminale diventava sempre più evidente seppur non ancora formulato e pubblicato nella sua versione teorica. Le prime vere pubbliche enunciazioni del Movimento sono avvenute nel 2009 durante il XIX Festival Mondiale della poesia di Medellin in Colombia e l’anno successivo, al Festival Mondiale della Poesia di Granada, in Nicaragua. Nello stesso anno è avvenuta la pubblicazione del pamphlet de Il realismo terminale, edito da Mursia, in cui il poeta ha delineato chiaramente il movimento secondo il quale, con il passaggio di millennio, la popolazione umana che vive nella città ha superato numericamente quella rimasta fuori, in un processo in continua esaltazione. In questo accatastamento di popoli e oggetti, la distanza tra corpi umani e gli artefatti viene annullata. Questa distanza zero caratterizza questo tipo di “Realismo”, definito appunto “Terminale” perché si avvia a conclusione il viaggio dei popoli ad accatastarsi nelle metropoli. In questo nuovo scenario, il rapporto coatto tra natura e artefatti è tale che la prima viene a somigliare progressivamente ai secondi. Nasce così la similitudine rovesciata, che esprime appunto l’inversione dei rapporti: tradizionalmente gli oggetti venivano comparati alla natura, mentre oggi va imponendosi il contrario. 
L’attività artistica del poeta in quegli anni è stata molto intensa: è stato ideatore e direttore artistico del Festival Internazionale Traghetti di Poesia nella città di Cagliari che si è svolto in 5 edizioni dal 2009 al 2012; dal 2012 al 2022 ha partecipato tutti gli anni alla rassegna Bookcity a Milano, inoltre è stato invitato come ospite a numerose edizioni del Salone del Libro di Torino. È stato proprio in questa sede che nel 2014, in collaborazione con Elena Salìbra e Giuseppe Langella, il poeta ha presentato il manifesto breve A testa in giù costituendo ufficialmente il movimento del Realismo terminale. 
Proprio il critico letterario e poeta Giuseppe Langella risulta tra i primi aderenti al movimento. Langella, che dal 2022 è Presidente della “Società italiana per lo studio della modernità letteraria” (MOD) è anche curatore dell’antologia di poeti realisti terminali Luci di posizione - Poesie per il nuovo millennio (2017), nella quale, oltre alle poesie di Oldani, sono presenti i testi dei realisti terminali Franco Dionesalvi (poeta, giornalista e drammaturgo), Giusy Cafari Panico (scrittrice, poetessa e critica letteraria), Valentina Neri (scrittrice e poetessa), Marco Pellegrini (poeta). Aderisce al movimento del Realismo Terminale anche la docente universitaria Carmelina Chiara Canta (sociologa dei processi culturali), che nel 2019, presso l'Università degli Studi Roma Tre, ha organizzato il convegno Il mondo globale e la poetica del realismo terminale. Ambiente, cultura, linguaggio, durante il quale è stata inaugurata la mostra del pittore, scultore e poeta Pino Canta, esponente del Realismo Terminale, ed è stata intervistata Tania Di Malta, anch’essa poetessa realista terminale. Nel 2022 anche l’Università Cattolica del Sacro cuore di Milano ha organizzato l’evento Realismo terminale: il futurismo del terzo millennio, durante il quale Oldani e Langella hanno presentato il libro Il gommone forato. La poesia civile del Realismo Terminale, un’antologia realista terminale in cui sono presenti saggi, immagini e testi poetici di autori aderenti al movimento. 
Negli anni successivi il movimento si è consolidato e il dibattito si è esteso a livello internazionale, tanto è che negli anni i suoi testi sono stati tradotti in numerose lingue tra le quali inglese, tedesco (da Stefanie Golisch), spagnolo, svedese, arabo, russo e cinese. Tra i riconoscimenti per la sua poetica è possibile ricordare il premio alla Carriera International Poetry Award 1573, ricevuto durante la terza edizione dell’International Festival of Poetry& Liquor di Luzhou e la nomina a rappresentante italiano del Word Poetry Movement (WPM), l’organismo internazionale nato con l’obiettivo di fare luce sulle problematiche politiche, sociali e ambientali contemporanee attraverso i testi poetici. Inoltre i suoi testi sono apparsi su numerose riviste poetiche, tra cui: Alfabeta, Paragone, Kamen, Poesia e Il Bel Paese, Atelier, Noria, Pagine, All’ombra delle parole, Incroci, Terrazze, Revue européenne de recherches sur la poésie. 
Nel 2020, a dieci anni dalla pubblicazione de Il Realismo Terminale, Oldani ha pubblicato Dopo l’Occidente. Lettera al realismo terminale, una “lettera aperta” a coloro che hanno accolto il suo appello per fare un bilancio dell’operato svolto e aprire ulteriori prospettive di sviluppo. 
Nel corso della sua carriera Oldani ha collaborato con numerosi quotidiani tra i quali Avvenire, La Stampa, Il Cittadino quotidiano di Lodi e il quotidiano online Affaritaliani.it e con alcuni network televisivi quali Rai 2, Telenova e Rete 55. Inoltre, dal 2001 al 2006 ha collaborato con la cattedra di Tecnica della Comunicazione della Facoltà di ingegneria del Politecnico di Milano dove ha insegnato “Etica ed estetica del linguaggio”, applicando il suo tipo di linguaggio alle tecnoscienze. 
Oltre ad occuparsi di letteratura e poesia, Oldani si è interessato anche alle arti visive. Nel corso degli anni ha curato numerose mostre e cataloghi tra cui, nel 1989, quella del pittore Klaus Karl Mehrkens appartenente alla corrente dei Nuovi Ordinatori tedeschi e, nel 1997, la mostra postuma del pittore Roland Ettner, membro della Bauhaus. Ancora, nel 2020 ha curato la mostra della scultrice della luce Françoise Ribeyrolles-Marcus, presso la Fondazione il Fiore di Firenze. Negli anni la collaborazione con la fondazione fiorentina è proseguita con l’organizzazione di numerosi eventi, che hanno visto la partecipazione di Oldani come ospite e come curatore. Dal 2008 al 2011 il poeta è stato membro del Consiglio direttivo della Società per la Belle Arti ed Esposizione Permanente di Milano, nella cui sede nel 2008 ha curato l’allestimento di una rassegna di pittori cinesi dal titolo Cina: artisti della nuova generazione alla quale hanno partecipato giovani pittori cinesi che con le loro opere hanno riproposto aspetti tipici della loro civiltà, dando spazio ad una riflessione sui rapporti tra le diverse culture. 
Nel 2011 ha partecipato come protagonista al film Caldo grigio caldo nero del regista Marco Dentici, un film contro la mafia in cui Oldani leggeva i suoi testi di sberleffo all’organizzazione criminale. Il film è stato presentato al Festival del Cinema di Venezia. Sulla figura di Oldani nel 2019 il regista Pasquale Misuraca ha girato un cortometraggio proiettato al Lucca Film Festival intitolato Ritratto autoritratto.

## Opere
- Stilnostro, prefazione di Giovanni Raboni, CENS, Milano, 1985.
- Sapone, «Kamen'», Rivista di poesia e filosofia n. 17, (2001), Editrice Vicolo del Pavone, Piacenza, gennaio 2001.
- La Betoniera, LietoColle, Faloppio (CO), 2005.
- Il cielo di lardo, Mursia, Milano, 2008.
- Il Realismo Terminale, Mursia, Milano, 2010.
- La guancia sull’asfalto, Mursia, Milano, 2018.
- E hanno visto il sesso di Dio. Testi poetici per agganciare il cielo (2000 – 2019), Mimesis, Sesto S. Giovanni, 2019.
- Dopo l’Occidente - Lettera al Realismo Terminale, Mursia, Milano, 2021.

## Premi
- Premio alla carriera Città di Acqui Terme, 2010.
- Premio National Talent Gold Fondazione Zanetto Brescia, 2012.
- Premio Festival Art Spoleto, 2013.
- International Poetry Award 1573, Luzhou, Cina, 2019.
- Premio alla carriera Euterpe Jesi, 2022.
- Premio alla carriera A. Pozzi, Pasturo (LC), 2022.
- Premio alla carriera per i cento anni del Centro Studi Torquato Tasso, Sorrento, 2022.